# Jean Baptiste Alphonse Chevallier
Jean Baptiste Alphonse Chevallier, född den 19 juli 1793 i Langres, död en 30 november 1879 i Paris, var en fransk farmakolog, kemist och hygieniker.
Chevallier började vid 14 års ålder arbeta på Louis Nicolas Vauquelins laboratorium och blev senare kemiskt biträde vid Muséum national d'histoire naturelle. Uttagen som soldat stred Chevallier en kortare tid under Napoleon I, sårades i slaget vid Leipzig (1813), och sändes då hem och återgick till sina studier och vetenskapliga arbeten. För framstående vetenskapliga arbeten tilldelades han snart det ena priset efter det andra. Han förstod efter 1815 ett eget apotek, och publicerade värdefulla arbeten över farmaka och droger. År 1824 blev han medlem av den franska medicinska akademien. År 1834 blev han medlem av conseil d’hygiène et de salubrité de Seine och 1835 biträdande lärare vid farmaceutiska institutionen i Paris, och specialiserade sig under sina år på arbeten över drog- och kemikalieförfalskningar, liksom över näringsmedels- och industriell hygien.
Chevallier författade en stor mängd uppsatser och arbeten - mest tillsammans med andra forskare - inom hygien, farmakologi och toxikologi, behandlande hygienen i städer och fabriker, förgiftningsstatistik, naturen och renheten av droger, näringsmedel och industriprodukter med mera. Han var medutgivare av Journal de chimie médicale, de pharmacie et de toxicologie från 1825 och av Annales d’hygiène publique från 1829. Hans uppsatser finns publicerade i dessa och i många andra tidskrifter.